# Pfaffing (Landkreis Rosenheim)
Pfaffing település Németországban, azon belül Bajorországban. Lakosainak száma 4265 fő (2023. december 31.). Pfaffing Albaching, Edling, Ramerberg, Rott am Inn, Emmering (Landkreis Ebersberg), Frauenneuharting és Steinhöring községekkel határos.

## Népesség
A település népessége az elmúlt években az alábbi módon változott:
| Lakosok száma | 3299 | 2557 | 3888 | 3840 | 3942 | 3963 | 4144 | 4232 | 4242 | 4265 |
|               | 1970 | 1975 | 2011 | 2012 | 2014 | 2015 | 2017 | 2019 | 2022 | 2023 |